# لاريسا (قمر)
لاريسا أو لارسة المعروف أيضاً باسم نبتون السابع، هو خامس الأقمار الداخلية الأقرب لكوكب نبتون. وسمي بهذا الاسم نسبة إلى لاريسا، المحبة لبوسيدون (نبتون)إله البحار والمحيطات في الأساطير اليونانية ونسبة إلى حورية المدينة التابعة لمدينة ثيساليا.

## اكتشافه
تم اكتشاف القمر بتاريخ 24 مايو 1981 للميلاد.
و لكن لم يتم الإعلان عن اكتشافه إلا في تاريخ 29 مايو 1981 للميلاد بعد أن تم تأكيد الخبر من المركبة الفضائية فوياجر 2.

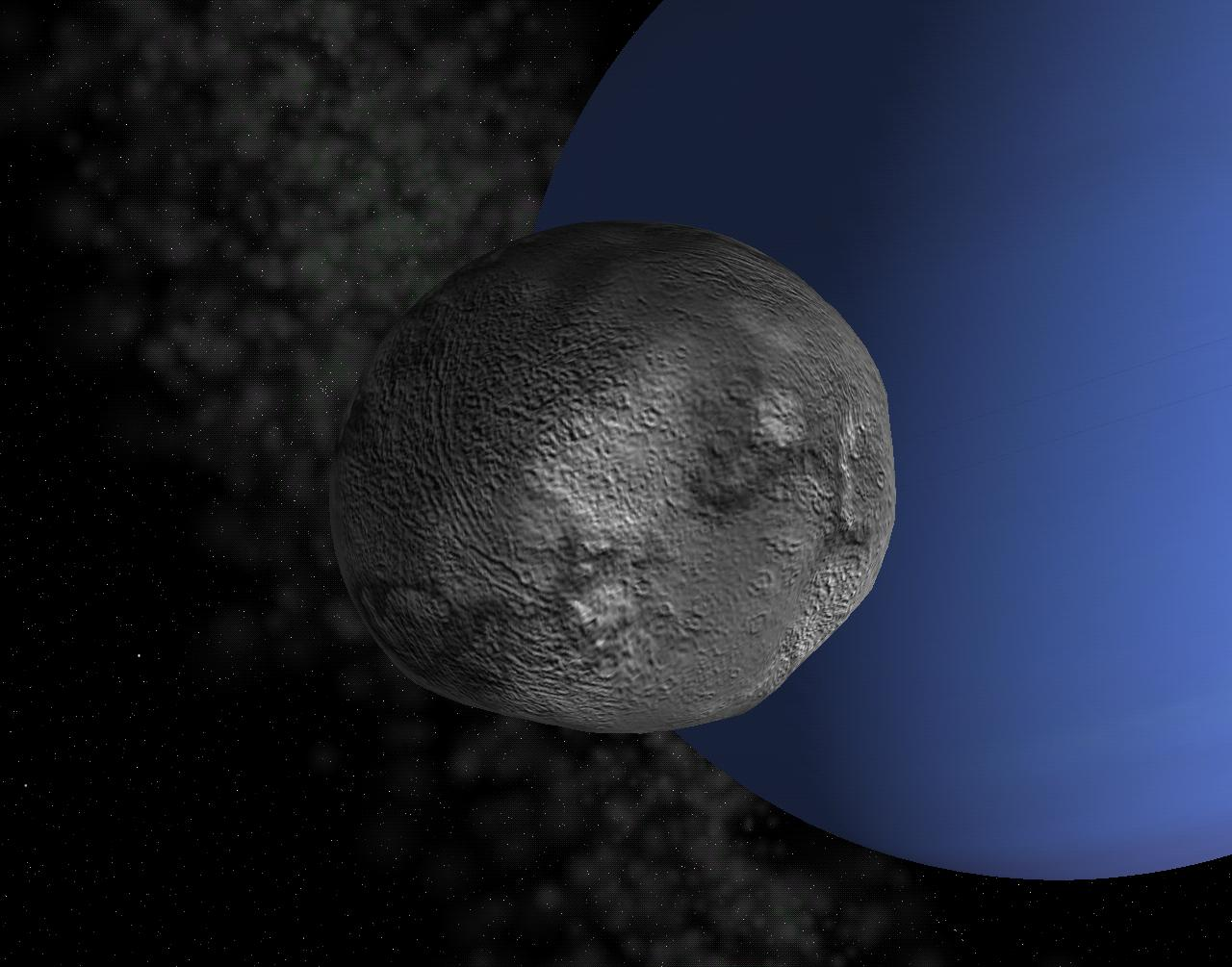
صورة افتراضية من صنع الحاسب الآلي لسطح القمر لاريسا، تضاريس السطح هي من صنع الخيال في هذه الصورة.